# Rakowiec (Siedlce)
Pour les articles homonymes, voir Rakowiec.
Rakowiec (prononciation : [raˈkɔvjɛt͡s]) est un village polonais de la gmina de Siedlce dans le powiat de Siedlce de la voïvodie de Mazovie dans le centre-est de la Pologne.
Le village comptait approximativement une population de 360 habitants en 2004.

## Histoire
De 1975 à 1998, le village appartenait administrativement à la voïvodie de Siedlce.

Depuis 1999, il appartient administrativement à la voïvodie de Mazovie